# استیل جانسون
استیل جانسون (انگلیسی: Steele Johnson؛ زادهٔ ۱۶ ژوئن ۱۹۹۶) ورزشکار شیرجه اهل ایالات متحده آمریکا است.
وی در مسابقات کشوری و بین‌المللی در مجموع برندهٔ ۱ مدال نقره، ۱ مدال برنز شده‌است.